# Castrillo de Duero
Castrillo de Duero è un comune spagnolo di 179 abitanti situato nella comunità autonoma di Castiglia e León.
Tra gli edifici più interessanti si distingue la Chiesa di Nostra Signora dell'Assunzione, che si trova nella parte alta del nucleo urbano. È in stile barocco del XVII secolo, ma di impianto romanico, costruita in pietra con volte a botte, ospita al suo interno lapidi con stemmi e sette pale d'altare.
Inoltre, tra le case di adobe del villaggio vi sono diverse case signorili XVII e XVIII secolo, decorate con stemmi gentilizi.